# قرش الهند الصينية الفرنسية
كان قرش التجارة (بالفرنسية: piastre de commerce)‏ هو العملة المستخدمة في الهند الصينية الفرنسية بين عامي 1887 و1954. وقد استُخدم لأول مرة في عام 1885. وقد قسم إلى 100 سنت، كل منها يتكون من 2 إلى 6 سبيك.